# 散文理论
《散文理论》是由俄罗斯文学研究者维克多·希克洛夫斯基于1925年发表的一项研究著作。

## 概述
希克洛夫斯基是俄罗斯形式主义理论的研究者，本书不仅是他的主要著作，也是形式主义文学理论的经典之作。书中收录了多篇论文，包括《艺术作为手法》《短篇小说与长篇小说的结构》《有秘密的短篇小说》《有秘密的长篇小说》《长篇小说的讽刺》。在文学研究中，他引入了异化、主题等概念，分析了多种散文作品。
希克洛夫斯基批判了当时在俄罗斯学术界主流的“通过形象进行思考”的艺术概念。他认为艺术的力量不在于创造新形象，而在于如何配置已有的形象。因此，在文学中，重要的不是通过形象进行思考，而是通过形象的唤起、比喻和夸张等修辞手法。他主张艺术研究应着眼于使观众日常认识的有意非日常化，即异化。通过艺术的异化作用，将日常简化的艺术从生活中抽离，希克洛夫斯基认为文学研究的对象不应是文学本身，而是产生异化的“文学性”。

## 书目
- 希克洛夫斯基著：《散文理论》，1971年，世理出版社

此外，希克洛夫斯基的论文也收录于以下文献中：
- 茨维坦·托多罗夫编辑《文学理论：俄罗斯形式主义论集》，1977年，理想社出版
- 新谷敬三郎、磯谷孝编辑《俄罗斯形式主义论集》，1971年，现代思潮社出版